# سوزان عطيفات بيكهام
سوزان عطيفات بيكهام (بالإنجليزية: Susan Atefat Peckham)‏-(من 1970 إلي 2004)، هي شاعرة أمريكية إيرانية.

## أعمالها
ديوان ذلك النوع من النوم نشر بوساطة مطبعة دار المقهي. ألفت أيضاً الكتاب الإبداعي السردي طائر أسود العين.

## تقديرات
فازت بجائزة سلسلة الشعر الوطنية عام 2013م،

## حياتها
عاشت معظم حياتها في فرنسا وسويسرا ومع ذلك عاشت أيضا في الولايات المتحدة وإيران. حصلت علي الدكتوراة من جامعة نيراسكا في 1999.